# GB Pro-Series Loughborough
Le GB Pro-Series Loughborough sono un torneo professionistico di tennis che si gioca sul cemento indoor. Inaugurato nel 2010 come torneo dell'ATP Challenger Tour e dell'ITF Women's Circuit, l'ultima edizione del Challenger si è disputata nel 2013. Negli anni successivi si è continuato a giocare i tornei femminili, che nel 2024 sono entrati a far parte della nuova categoria W35. Si gioca a Loughborough, nel Regno Unito.

## Albo d'oro

### Singolare maschile
| Anno | Campione           | Finalista          | Punteggio     |
| ---- | ------------------ | ------------------ | ------------- |
| 2013 | Laurynas Grigelis  | David Rice         | 6–4, 3–6, 6–3 |
| 2012 | Evgenij Donskoj    | Jan-Lennard Struff | 6–2, 4–6, 6–1 |
| 2011 | Tobias Kamke       | Flavio Cipolla     | 6–2, 7–5      |
| 2010 | Matthias Bachinger | Frederik Nielsen   | 6–3, 3–6, 6–1 |

### Singolare femminile
| Anno       | Campionessa                              | Finalista                                | Punteggio                                |
| ---------- | ---------------------------------------- | ---------------------------------------- | ---------------------------------------- |
| 2024       | Sonay Kartal                             | Manon Leonard                            | 6–4, 6–1                                 |
| 2023       | Céline Naef                              | Eliz Maloney                             | 6–0, 6–4                                 |
| 2022 (2)   | Emily Appleton                           | Nigina Abduraimova                       | 6–4, 6–4                                 |
| 2022 (1)   | Sofia Samavati                           | Mariam Bolkvadze                         | 6–2, 5–5 ritirata                        |
| 2021– 2020 | Annullato per la pandemia di coronavirus | Annullato per la pandemia di coronavirus | Annullato per la pandemia di coronavirus |
| 2019       | Non disputato                            | Non disputato                            | Non disputato                            |
| 2018       | Tereza Smitková                          | Conny Perrin                             | 6–3, 6–2                                 |
| 2017       | Non disputato                            | Non disputato                            | Non disputato                            |
| 2016       | Elixane Lechemia                         | Petra Krejsová                           | 7–5, 6–1                                 |
| 2015       | Jana Fett                                | Cristiana Ferrando                       | 6–2, 6–1                                 |
| 2014       | Amy Bowtell                              | Sherazad Reix                            | 6(6)–7, 6–1, 7–6(3)                      |
| 2013 (2)   | Anna Smith                               | Klaartje Liebens                         | 6–3, 7–5                                 |
| 2013       | Anna-Lena Friedsam                       | Alison Van Uytvanck                      | 6–3, 6–0                                 |
| 2012       | Renata Voráčová                          | Julia Kimmelmann                         | 7–5, 6(6)–7, 6–3                         |
| 2011       | Tara Moore                               | Myrtille Georges                         | 7–6(5), 5–7, 6–4                         |
| 2010       | Lara Michel                              | Anna Fitzpatrick                         | 6–2, 6–2                                 |

### Doppio maschile
| Anno | Campioni                        | Finalisti                         | Punteggio           |
| ---- | ------------------------------- | --------------------------------- | ------------------- |
| 2013 | David Rice Sean Thornley        | Kevin Griekspoor Scott Griekspoor | 6–3, 6(3)–7, [10–5] |
| 2012 | James Cerretani Adil Shamasdin  | Purav Raja Divij Sharan           | 6–4, 7–5            |
| 2011 | Jamie Delgado Jonathan Marray   | Sam Barry Daniel Glancy           | 6–2, 6–2            |
| 2010 | Henri Kontinen Frederik Nielsen | Jordan Kerr Ken Skupski           | 6–2, 6–4            |

### Doppio femminile
| Anno       | Campionesse                           | Finaliste                               | Punteggio                             |
| ---------- | ------------------------------------- | --------------------------------------- | ------------------------------------- |
| 2024       | Liv Hovde Ella McDonald               | Alicia Barnett Sarah Beth Grey          | 4–6, 6–2, [10–7]                      |
| 2023       | Viktória Morvayová Anna Sisková       | Justina Mikulskytė Bibiane Schoofs      | 6–3, 6(3)–7, [10–6]                   |
| 2022 (2)   | Joanna Garland Gabriela Knutson       | Martyna Kubka Elena Malõgina            | 6–3, 6–3                              |
| 2022 (1)   | Anna Gabric Arina Vasilescu           | Emily Appleton Ali Collins              | 6–4, 7–5                              |
| 2021– 2020 | Annullato per pandemia di coronavirus | Annullato per pandemia di coronavirus   | Annullato per pandemia di coronavirus |
| 2019       | Non disputato                         | Non disputato                           | Non disputato                         |
| 2018       | Michaëlla Krajicek Bibiane Schoofs    | Tara Moore Conny Perrin                 | 6(5)–7, 6–1, [10–6]                   |
| 2017       | Non disputato                         | Non disputato                           | Non disputato                         |
| 2016       | Dasha Ivanova Petra Krejsová          | Sarah Beth Grey Olivia Nicholls         | 7–6(2), 7–6(2)                        |
| 2015       | Freya Christie Lisa Whybourn          | Steffi Carruthers Sabastiani León       | 6–1, 6–2                              |
| 2014       | Martina Borecká Sherazad Reix         | Amy Bowtell Lucy Brown                  | 6–3, 6–2                              |
| 2013 (2)   | Jocelyn Rae (2) Anna Smith            | Franciasca Palmigiano Camilla Rosatello | 6–0, 4–6, [10–3]                      |
| 2013       | Çağla Büyükakçay Pemra Özgen          | Magda Linette Tereza Smitková           | 6–2, 5–7, [10–6]                      |
| 2012       | Anna Fitzpatrick Jade Windley (2)     | Karen Barbat Lara Michel                | 6–2, 6–2                              |
| 2011       | Tara Moore Francesca Stephenson       | Malou Ejdesgaard Amanda Elliott         | 3–6, 6–2, [10–3]                      |
| 2010       | Jocelyn Rae (1) Jade Windley (1)      | Jana Jandová Petra Krejsová             | 6–3, 5–7, [10–4]                      |